# Норбо-хан
Норбо-хан (д/н — 1661) — 4-й володар держави дзасакту-ханів монголів у Халхці в 1655—1661 роках.

## Життєпис
Син Субадай-хана, правителя західної Халхи. Про діяльність Норбо-хана відомо замало. Ймовірно, брав участь у походах батька до південної Монголії, намагаючись відвоювати її у маньчжурів. 1650 року очолював посольство до Китаю, де був прийнятий цінським імператором Фулінєм, уклавши мирний договір.
У 1655 році успадкував владу. Став також титулуватися як біширелту-хан (побожний хан). Продовжив політику поширення буддизму. Домігся для свого сина Галдана титулу хутухта (один з найвищий в ламаїстський ієрархії). Намагався захисти політичний авторитет дзасакту-ханів серед інших ханів Халхи, але визнавався старшим ханом лише номінальної. Втратив політичний вплив на алтин-ханів.
Водночас важливою турботою стало посилення імперії Цін. 1655 року підтвердив мирний договір з Цін. 1656 році вступив у конфлікт з бабаханом, правителем держави сецен-ханів з лівого (східного) крила Халхи, що був союзником тушету-ханів. У цей конфлікт втрутився цінський уряд, що замирив противників. У 1659 році стався новий конфлікт зі східнохалхськими ханами. У 1661 році за невідомих обставин Норбо-хан помер або його було вбито. Це спричинило боротьбу за владу між його синами Чуу-Мерген-ханом, Ванчук-ханом і Ценгуун-ханом, в яку втрутилися всі хани Халхи. В свою чергу це призвело до послаблення держави дзасакту-ханів. Лише у 1666 році Ценгуун-хан зміг стабілізувати ситуацію.